# 鎌原

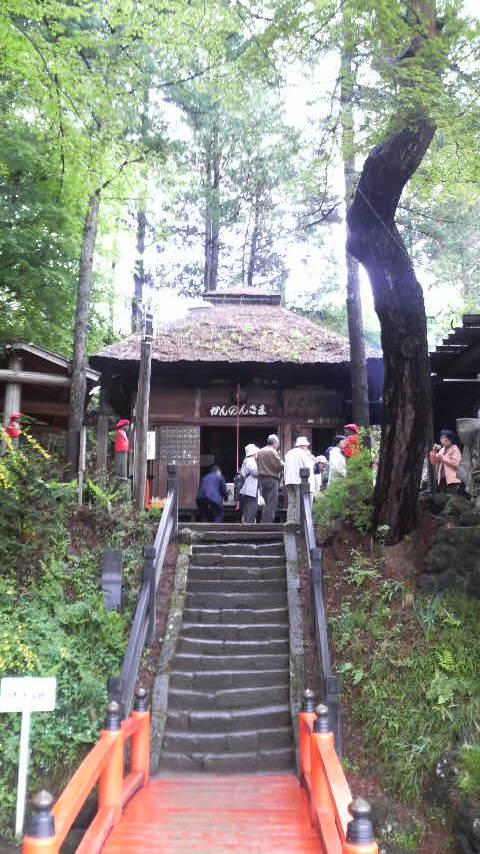
鎌原観音堂

鎌原（かんばら）は、群馬県吾妻郡嬬恋村にある大字。平成27年（2015年）の国勢調査によれば858世帯、1968人。
かつての上野国吾妻郡鎌原村の故地にあたる。

## 地理
浅間山の北麓、吾妻川右岸に属する広大な地域で、北西には大笹・田代、西に大前、北東には芦生田、吾妻川を挟んだ北側には三原・西窪がある。東側は長野原町に接し、南側は湯ノ丸山・篭ノ登山・浅間山を挟んで長野県の上田市・東御市・小諸市・御代田町・軽井沢町（西から東へ列記）と接している。地域の中心部は標高約900ｍの場所にある。

## 歴史
南北朝時代から伝わる地名であるが、中世後期には開発領主とされる鎌原氏が鎌原城を築いて、近隣の羽尾氏と争った。鎌原氏は戦国時代に武田氏の支配下に入り、武田氏の滅亡後は真田氏の支配下に入って所領を安堵された後に沼田藩の重臣に加えられ、天和元年（1681年）の沼田藩の改易後も地元の名族として近くの大笹関所の番役人と取り立てられて明治維新に至っている。
前述の通り、沼田藩が改易されると鎌原村は幕府領とされ、信州街道の宿場町として位置づけられた。
村の運命を大きく変えたのは、天明3年7月7日 (1783年8月4日)に発生した浅間山の天明大噴火であった。噴火によって生じた火砕流が泥流を巻き込みながら鎌原村になだれ込んだ。その結果、村のほぼ全域が埋没した。死者の数は文化12年（1815年）に建立された33回忌の供養碑によれば477名に上り（466名とする史料もある）、唯一埋没を免れた高台の鎌原観音堂に逃げ込むなどした93名が生き残った。近隣の大笹村などが支援に当たったほか、幕府も再建のための金銭や米穀などを支給、村の存続・維持のために配偶者を亡くした生存者同士が再婚し、孤児を養子に迎えるなどの家族再編成を行った。だが、人口の8割を喪った打撃は回復できず、文政12年（1829年）には公式には田畑が304石余りとされているが、実際に埋没した田畑で復旧できたのは116石しかなかった。明治22年（1889年）の町村制の成立と共に嬬恋村の大字となった。
昭和46年（1971年）に国鉄吾妻線の延伸に伴い、万座・鹿沢口駅が設置された。
昭和54年（1979年）以降、天明大噴火で埋没した地域の発掘作業が行われ、様々な知見が得られている。また、発掘された文物などを納めるために嬬恋郷土資料館が建設された。

## 交通
- 鉄道
  - JR東日本吾妻線:万座・鹿沢口駅
- 道路
  - 国道144号（国道406号と重複）
  - 国道146号
  - 群馬県道59号草津嬬恋線
  - 群馬県道235号大笹北軽井沢線
  - 鬼押ハイウェー

## 施設
- 鎌原城跡
- 鎌原観音堂
- 嬬恋郷土資料館
- 鬼押出し園